# Ghost (шведска музичка група)
Ghost (транскр. Гоуст), такође познат као Ghost B.C. је шведски хеви метал бенд основан 2006. године у Линћепингу. 2010. године бенд је објавио демо који је садржао три песме, затим први сингл под називом "Elizabeth" који ће следити њихов деби албум Opus Eponymous са песмом "Ritual" која је касније од стране британског магазина Kerrang! изабрана за једну од "Педесет најзлобнијих песама свих времена". Овај албум је номинован за Греми награду што је изузетно утицало на њихову популарност. Њихов други албум, Infestissumam, објављен 2013. године, дебитовао је на првом месту у Шведској и освојио Греми награду за најбољи хард рок/хеви метал албум. Infestissumam је имао велики утицај на тадашње стање метал жанра музике и инспирисао је многе друге бендове и уметнике. Трећи албум, Meliora, са огромним бројем продатих копија и великим признањем критичара достигао још једном прво место у Шведској и осмо место у Сједињеним Америчким Државамa.Сингл "Cirice" са овог албума је донела бенду Греми за "Најбољи метал перформанс" 2016. године. Први сингл њиховог албума, Prequelle, "Rats" је заузео и држао прво место на Mainstream Rock Songs чарту магазина Billboard седам недеља. Након тога, други сингл "Dance Macabre" је преузео исто место и задржао га две недеље.
Ghost је најпознатији по томе што је мистериозан бенд. Сви чланови сем певача носе идентичне костиме са маскама које им прекривају лица, названи су Nameless Ghouls (транскр. Нејмлес Гулс), њихов идентитет је непознат и верује се да се стално мењају. Тобијас Форџ, главни вокал бенда, је скривао свој идентитет иза лика под именом "Папа Еремитус" који је испратио бенд до 2017. године када су бивши чланови бенда покренули тужбу против Тобијаса. Папа Еремитус је костим са простетичком маском и шминком. Појава Папе Еремитуса се мењала кроз године и албуме, сваки Папа је имао свој аутентичан изглед и назив.
- Papa Emeritus I (2008 – 2012)
- Papa Emeritus II (2012 – 2015)
- Papa Emeritus III (2015 – 2018)
- Cardinal Copia (2018 – 2025)
- V Perpetua (2025 – данас)

## Историјат

### Почеци иOpus Eponymous(2006-2011)
2006. године, када је Тобијас био у свом тадашњем бенду Subvision, написао је песму "Stand By Him" након чега се нашао са бившим чланом бенда Repugnant да сними исту. Снимљене су још две песме поред ове: "Prime Mover" и "Death Knell". У овом тренутку је Тобијас одлучио да настави да снима песме које се додирују ових сатанистичких тема, али то би изводио са маскираним бендом, јер се плашио да неће бити озбиљно схваћен од стране публике.
Тобијасу се много свидео концепт скандинавског блек метала и користећи то и његову љубав према хорор филмовима креирао је костим носити "нејмлес гулс".
2010. године, Тобијас је објавио ове три песме на Мајспејс и у року од два дана, склопио је уговор са менаџерима и издавачким кућама да се врати у Линћепинг и заврши свој први албум. Тада је настао бенд под именом Ghost.
Тема овог албума се врти око антихриста и идеја бенда је била да ослободи ђавола у свет кроз ритуал. То се, додуше, не догађа до следећег албума Infestissumam где су теме много јасније, директније и више упућене антихристу.

### Infestissumam(2012)
2012. године је "специјалан гул", ко је заправо Тобијас маскиран у "нејмлес гула" када треба да ради интервју, изјавио да је бенд снимање завршено и да је други албум спреман. Након што су одсвирали сингл са другог албума "Secular Haze" најавили су да ће Папа Еремитус II преузети сцену јер је Папа Еремитус I отпуштен из свештенства.
Infestissumam је албум који је доводио бенд на турнеје широм света две године за редом. Такође је ово био тај албум, који је скупио огромну количину фанова из Сједињених Америчких Држава и Велике Британије.
Бенд је из легалних разлога у Сједињеним Америчким Државама морао да промени име у Ghost B.C.
У априлу 2013. свирали су на Coachella фестивалу, у јулу на Lolapalooza фестивалу, да би касније, при крају 2013. године били предгрупа Ајрон Мејдена, Слејера, Авенџд Севенфолд, Дефтонса и Алис ин Чејнс у Европи.
У новембру 2013, Ghost је извацио први ЕП под именом "If You Have Ghost" који је режирао Дејв Грол.
Infestissumam је албум где се антихрист рађа, како Тобијас каже. Свештенство слави и припрема покрет којим ће ослободити антихриста и тиме покорити цео свет. Кроз песме и продукцију се може чути да је Ghost овог пута у бољем финанфсијском стању и да је Тобијас пронашао прави звук бенда. Узети су елементи хеви метал музике који су облажени мелодичним поп звуком, тако је рођен Ghost каквог људи данас знају.

### Meliora(2015)
У јулу 2015. године бенд није више био у обавези да држи "B.C." у имену, тако да су се поново назвали "Ghost".
Meliora је био албум који је пробио бенд на мејнстрим сцену. У мају 2015. године Папа Еремитус II је отпуштен, јер је био неуспешан у вођењу бенда као анти-папа, да би га наследио Папа Еремитус III. Продукција и тематика је била најбоља до сада. "Идеја је била да ове песме представљају урбану, апокалиптичку, дистопијско-футуристичну слику која је заправо пресликана на данашњој заједници." Овај албум је касније добио своју Deluxe верзију, са додатних 5 песама са Popestar сингла. После великог успеха овог албума бенд је морао да смисли како ће даље да настави.

### Prequelle(2018)
Последњи албум је започео своју причу отвореним "киднаповањем" Папе Еремитуса III уживо на наступу у Гетеборгу 2017. године. Тада су фанови били у неизвесности и имали велика очекивања од предстојећег албума. Prequelle је заправо био планиран и пре Meliora албума јер се савршено надовезује на други албум. Тема овог албума је период куге након апокалипсе, али се, такође, у неким песмамa јасно види поређење са данашњим светом и заједницом. Указује на то да је "свет је већ у толиком хаосу, да би могао да се преда антихристу и не би се видела разлика". Тобијас је кроз овај албум да оствари хер-метал/арена-рок жанр за којим је жудео од кад је настао бенд. Албум је био номинован за две Греми награде, упркос подељених мишљења њихових фанова. Са овим албумом, Ghost је имао свој највећи концерт до тад на којем је присуствовало више од 14.000 људи.

#### Seven Inches Of Satanic Panic (сингл из 2019. године)
Сингл Seven Inches Of Satanic Panic садржи две песме: "Kiss The Go-Goat" и "Mary On A Cross". Кроз ове две песме се може приметити другачији приступ звуку бенда, са више поп-елемената и мелодичнијом позадином.

#### Enter Sandman (сингл из 2021. године)
Ghost се појављује на новом The Metallica Blacklist албуму групе Metallica, на којој, са разним осталим уметницима, обрађују једну од најпознатијих метал песама икада "Enter Sandman".

#### Hunter's Moon (Сингл из 2021. године)
Овај сингл је искључиво снимљен за филм "Halloween Kills". Ово само доказује колико је успеха бенд постигао.

## Чланови бенда
Чланови бенда исмевају католичку цркву и кроз свој имиџ су Сотону ставили на место Светог Тројства.
Нејмлес гулс нису скроз непрепознатљиви, сваки од њих носи по један елемент природе на свом инструменту.
- Папа Еремитус / Кардинал Копиа / Тобијас Форџ – главни вокал (2006. - данас)
- Ватра (Алфа) – соло гитара и пратећи вокали
- Вода – бас-гитара
- Небо – клавијатура
- Земља – бубњеви
- Етер (Омега) – ритам гитара и пратећи вокали

## Дискографија

### Студијски албуми
- (2010)
- (2013)
- (2015)
- (2018)
- (2022)
- Skeletá (2025)

### Живи албуми
- (2017)

### Синглови
- Popestar (2016)
- He Is (2017)
- Dance Macabre (Carpenter Brute Remix) (2018)
- Seven Inches Of Satanic Panic (2019)
- Enter Sandman (2021)
- Hunter's Moon (2021)

## Занимљивости
- Тобијас је нудио позицију главног вокала осталим шведским музичарима, али пошто се никоме није свидела идеја анти-папе, он је морао то сам да оствари.
- Контроверзне албум позадине и текстови песама су често били одбијани и чак забрањени на подручјима Сједињених Америчких Држава што је довело до промена истих.
- Упркос томе што је Ghost метал бенд са мрачним и језивим темама, препевали су песму "I'm a Marionette" од групе ABBA.
- Дејв Грол, вокалиста Фу Фајтерса, је признао да је пар пута током њихове каријере био нејмлес гул за бубњевима.[7]